# Paraguai nos Jogos Pan-Americanos de 2023
O Paraguai competiu nos Jogos Pan-Americanos de 2023 em Santiago, no Chile, de 20 de outubro a 5 de novembro de 2023. Foi a 17.ª aparição do país nos Jogos Pan-Americanos, tendo participado de todas as edições desde a estreia dos Jogos, exceto em 1959 e 1963.

## Competidores
Abaixo está a lista do número de competidores (por gênero) participando dos jogos por esporte/disciplina.
| Esporte               | Masculino | Feminino | Total |
| --------------------- | --------- | -------- | ----- |
| Canoagem              | 1         | 1        | 2     |
| Caratê                | 1         | 2        | 3     |
| Ciclismo              | 0         | 2        | 2     |
| Esgrima               | 0         | 1        | 1     |
| Futebol               | 0         | 18       | 18    |
| Handebol              | 0         | 14       | 14    |
| Hipismo               | 0         | 1        | 1     |
| Levantamento de peso  | 2         | 2        | 4     |
| Patinação sobre rodas | 1         | 1        | 2     |
| Remo                  | 4         | 8        | 12    |
| Rugby sevens          | 0         | 12       | 12    |
| Tênis                 | 0         | 1        | 1     |
| Tênis de mesa         | 3         | 1        | 4     |
| Tiro esportivo        | 0         | 1        | 1     |
| Total                 | 12        | 65       | 77    |

## Canoagem

### Slalom
O Paraguai qualificou dois canoístas de slalom (um homem e uma mulher).
| Atleta | Evento        | Rodada preliminar | Rodada preliminar | Rodada preliminar | Semifinal | Semifinal | Final | Final   |
| Atleta | Evento        | Descida 1         | Descida 2         | Posição           | Tempo     | Posição   | Tempo | Posição |
| ------ | ------------- | ----------------- | ----------------- | ----------------- | --------- | --------- | ----- | ------- |
|        | C-1 masculino |                   |                   |                   |           |           |       |         |
|        | C-1 feminino  |                   |                   |                   |           |           |       |         |

## Caratê
O Paraguai qualificou uma equipe de três caratecas (um homem e duas mulheres) nos Jogos Sul-Americanos de 2022.
Kumite
| Atleta | Evento           | Fase de grupos       | Fase de grupos       | Fase de grupos       | Fase de grupos | Semifinal            | Final                | Final   |
| Atleta | Evento           | Adversário Resultado | Adversário Resultado | Adversário Resultado | Posição        | Adversário Resultado | Adversário Resultado | Posição |
| ------ | ---------------- | -------------------- | -------------------- | -------------------- | -------------- | -------------------- | -------------------- | ------- |
|        | −84 kg masculino |                      |                      |                      |                |                      |                      |         |
|        | −50 kg feminino  |                      |                      |                      |                |                      |                      |         |
|        | −55 kg feminino  |                      |                      |                      |                |                      |                      |         |

## Ciclismo
O Paraguai qualificou duas ciclistas femininas. 

### BMX
Estilo livre
| Atleta | Evento   | Chaveamento | Chaveamento | Final  | Final   |
| Atleta | Evento   | Pontos      | Posição     | Pontos | Posição |
| ------ | -------- | ----------- | ----------- | ------ | ------- |
|        | Feminino |             |             |        |         |

### Estrada
| Atleta | Evento                            | Tempo | Posição |
| ------ | --------------------------------- | ----- | ------- |
|        | Estrada contra o relógio feminino |       |         |

## Esgrima
O Paraguai qualificou uma esgrimista através do Campeonato Pan-Americano de Esgrima de 2022 em Assunção, Paraguai.
Feminino
| Atleta             | Evento | Fase de grupos | Fase de grupos | Oitavas-de-final     | Quartas-de-final     | Semifinais           | Final                | Final     |
| Atleta             | Evento | Vitórias       | Chaveamento    | Adversário Resultado | Adversário Resultado | Adversário Resultado | Adversário Resultado | Pontuação |
| ------------------ | ------ | -------------- | -------------- | -------------------- | -------------------- | -------------------- | -------------------- | --------- |
| Montserrat Viveros | Espada |                |                |                      |                      |                      |                      |           |

## Futebol

### Feminino
O Paraguai qualificou uma equipe feminina (de 18 atletas) após ficar em quarto na Copa América Feminina de 2022, na Colômbia.
Sumário
Key:
- A.T.E – Após tempo extra.
- P – Partida decidida na disputa por pênaltis.

| Equipe            | Evento   | Fase de grupos       | Fase de grupos       | Fase de grupos       | Fase de grupos | Semifinal            | Final / MB / Po.     | Final / MB / Po. |
| Equipe            | Evento   | Adversário Resultado | Adversário Resultado | Adversário Resultado | Posição        | Adversário Resultado | Adversário Resultado | Posição          |
| ----------------- | -------- | -------------------- | -------------------- | -------------------- | -------------- | -------------------- | -------------------- | ---------------- |
| Paraguai feminino | Feminino |                      |                      |                      |                |                      |                      |                  |

## Handebol

### Feminino
O Paraguai qualificou uma equipe feminina (de 14 atletas) após terminar em segundo nos Jogos Sul-Americanos de 2022.  
Sumário
| Equipe            | Evento   | Fase de grupos       | Fase de grupos       | Fase de grupos       | Fase de grupos | Semifinal            | Final / MB / Po.     | Final / MB / Po. |
| Equipe            | Evento   | Adversário Resultado | Adversário Resultado | Adversário Resultado | Posição        | Adversário Resultado | Adversário Resultado | Posição          |
| ----------------- | -------- | -------------------- | -------------------- | -------------------- | -------------- | -------------------- | -------------------- | ---------------- |
| Paraguai feminino | Feminino |                      |                      |                      |                |                      |                      |                  |

## Hipismo
O Paraguai qualificou um ginete nos Saltos através dos Jogos Sul-Americanos de 2022.

### Saltos
| Atleta | Cavalo | Evento     | Classificação | Classificação | Classificação | Classificação | Classificação | Classificação | Classificação | Classificação | Final    | Final    | Final    | Final    | Final  | Final   |
| Atleta | Cavalo | Evento     | Rodada 1      | Rodada 1      | Rodada 2      | Rodada 2      | Rodada 3      | Rodada 3      | Total         | Total         | Rodada A | Rodada A | Rodada B | Rodada B | Total  | Total   |
| Atleta | Cavalo | Evento     | Faltas        | Posição       | Faltas        | Posição       | Faltas        | Posição       | Faltas        | Posição       | Faltas   | Posição  | Faltas   | Posição  | Faltas | Posição |
| ------ | ------ | ---------- | ------------- | ------------- | ------------- | ------------- | ------------- | ------------- | ------------- | ------------- | -------- | -------- | -------- | -------- | ------ | ------- |
|        |        | Individual |               |               |               |               |               |               |               |               |          |          |          |          |        |         |

## Levantamento de peso
O Paraguai qualificou quatro halterofilistas (dois homens e duas mulheres).
| Atleta | Evento | Arranco   | Arranco | Arremesso | Arremesso | Total | Posição |
| Atleta | Evento | Resultado | Posição | Resultado | Posição   | Total | Posição |
| ------ | ------ | --------- | ------- | --------- | --------- | ----- | ------- |
|        |        |           |         |           |           |       |         |
|        |        |           |         |           |           |       |         |
|        |        |           |         |           |           |       |         |
|        |        |           |         |           |           |       |         |

## Patinação sobre rodas

### Artística
O Paraguai qualificou uma equipe de dois atletas na patinação artística (um homem e uma mulher).
| Atleta | Evento    | Programa curto | Programa curto | Programa longo | Programa longo | Total     | Total   |
| Atleta | Evento    | Pontuação      | Posição        | Pontuação      | Posição        | Pontuação | Posição |
| ------ | --------- | -------------- | -------------- | -------------- | -------------- | --------- | ------- |
|        | Masculino |                |                |                |                |           |         |
|        | Feminino  |                |                |                |                |           |         |

## Remo
O Paraguai qualificou dois atletas (um homem e uma mulher) após vencer os respectivos eventos nos Jogos Pan-Americanos Júnior de 2021.
| Atleta                | Evento                         | Eliminatória | Eliminatória | Repescagem | Repescagem | Semifinal | Semifinal | Final A/B | Final A/B |
| Atleta                | Evento                         | Tempo        | Posição      | Tempo      | Posição    | Tempo     | Posição   | Tempo     | Posição   |
| --------------------- | ------------------------------ | ------------ | ------------ | ---------- | ---------- | --------- | --------- | --------- | --------- |
| Javier Andrés Torres  | Skiff simples masculino        |              |              |            |            |           |           |           |           |
|                       | Skiff simples masculino        |              |              |            |            |           |           |           |           |
|                       | Skiff duplo masculino          |              |              |            |            |           |           |           |           |
| Nicole Anahi González | Skiff simples feminino         |              |              |            |            |           |           |           |           |
|                       | Skiff simples feminino         |              |              |            |            |           |           |           |           |
|                       | Skiff duplo feminino           |              |              |            |            | —         | —         |           |           |
|                       | Dois sem feminino              |              |              | —          | —          | —         | —         |           |           |
|                       | Skiff duplo peso leve feminino |              |              |            |            | —         | —         |           |           |

## Rugby sevens

### Feminino
O Paraguai qualificou uma equipe feminina (de 12 atletas) após terminar em segundo nos Jogos Sul-Americanos.
Sumário
| Equipe            | Evento   | Fase de grupos       | Fase de grupos       | Fase de grupos       | Fase de grupos | Semifinal            | Final / MB / Po.     | Final / MB / Po. |
| Equipe            | Evento   | Adversário Resultado | Adversário Resultado | Adversário Resultado | Posição        | Adversário Resultado | Adversário Resultado | Posição          |
| ----------------- | -------- | -------------------- | -------------------- | -------------------- | -------------- | -------------------- | -------------------- | ---------------- |
| Paraguai feminino | Feminino |                      |                      |                      |                |                      |                      |                  |

## Tênis
O Paraguai qualificou uma tenista após atingir a final do torneio de simples nos Jogos Sul-Americanos de 2022.
Feminino
| Atleta               | Evento  | Primeira rodada      | Segunda rodada       | Oitavas-de-final     | Quartas-de-final     | Semifinal            | Final / MB           | Final / MB |
| Atleta               | Evento  | Adversário Resultado | Adversário Resultado | Adversário Resultado | Adversário Resultado | Adversário Resultado | Adversário Resultado | Posição    |
| -------------------- | ------- | -------------------- | -------------------- | -------------------- | -------------------- | -------------------- | -------------------- | ---------- |
| Verónica Cepede Royg | Simples | Predefinição:Bye     |                      |                      |                      |                      |                      |            |

## Tênis de mesa
O Paraguai qualificou uma equipe de quatro atletas (três homens e uma mulher) através do Campeonato Sul-Americano de 2023 e do Evento de Qualificação Especial.
Masculino
| Atleta | Evento     | Fase de grupos       | Fase de grupos       | Fase de grupos       | Fase de grupos | Primeira rodada      | Segunda rodada       | Quartas-de-final     | Semifinal            | Final / MB           | Final / MB |
| Atleta | Evento     | Adversário Resultado | Adversário Resultado | Adversário Resultado | Posição        | Adversário Resultado | Adversário Resultado | Adversário Resultado | Adversário Resultado | Adversário Resultado | Posição    |
| ------ | ---------- | -------------------- | -------------------- | -------------------- | -------------- | -------------------- | -------------------- | -------------------- | -------------------- | -------------------- | ---------- |
|        | Individual | —                    | —                    | —                    | —              |                      |                      |                      |                      |                      |            |
|        | Individual | —                    |                      |                      |                |                      |                      |                      |                      |                      |            |
|        | Dupla      | —                    | —                    | —                    | —              | —                    | —                    |                      |                      |                      |            |
|        | Equipe     | —                    |                      |                      |                | —                    | —                    |                      |                      |                      |            |

Feminino
| Atleta | Evento     | Fase de grupos       | Fase de grupos       | Fase de grupos       | Fase de grupos | Primeira rodada      | Segunda rodada       | Quartas-de-final     | Semifinal            | Final / MB           | Final / MB |
| Atleta | Evento     | Adversário Resultado | Adversário Resultado | Adversário Resultado | Posição        | Adversário Resultado | Adversário Resultado | Adversário Resultado | Adversário Resultado | Adversário Resultado | Posição    |
| ------ | ---------- | -------------------- | -------------------- | -------------------- | -------------- | -------------------- | -------------------- | -------------------- | -------------------- | -------------------- | ---------- |
|        | Individual | —                    | —                    | —                    | —              |                      |                      |                      |                      |                      |            |

Misto
| Atleta | Evento | Primeira rodada      | Quartas-de-final     | Semifinal            | Final / MB           | Final / MB |
| Atleta | Evento | Adversário Resultado | Adversário Resultado | Adversário Resultado | Adversário Resultado | Posição    |
| ------ | ------ | -------------------- | -------------------- | -------------------- | -------------------- | ---------- |
|        | Dupla  |                      |                      |                      |                      |            |

## Tiro esportivo
O Paraguai qualificou uma atiradora esportiva no Campeonato das Américas de Tiro de 2022.
Feminino
Espingarda
| Atleta | Evento         | Classificação | Classificação | Semifinal | Semifinal | Final / MB           | Final / MB |
| Atleta | Evento         | Pontos        | Posição       | Pontos    | Posição   | Adversário Resultado | Posição    |
| ------ | -------------- | ------------- | ------------- | --------- | --------- | -------------------- | ---------- |
|        | Fossa olímpica |               |               |           |           |                      |            |